# Zuite de Artaxata
Zuite (em armênio: Զուիթ; romaniz.: Zuitʼ) ou Zuitai (Զուիթայ, Zuitʼay) foi um clérigo armênio do século IV.

## Nome
Zuite (Զուիթ, Zuitʼ) é um nome armênio, cujas origens são incertas. A variante Zuitai (Զուիթայ, Zuitʼay) foi registrada por Moisés de Corene, mas presume-se que seja um erro escribal.

## Vida
Zuite serviu como sacerdote em Artaxata, a capital do Reino da Armênia, e era um dos discípulos do católico Narses I, o Grande (r. 353–373). Após a captura do rei Ársaces II (r. 350–368) em 368, o xainxá Sapor II (r. 309–379) do Império Sassânida ordenou que a Armênia fosse invadida por seus exércitos. Segundo Fausto, o Bizantino, quando os iranianos saquearam Artaxata, fizeram muitos prisioneiros e Zuite voluntariou-se a ser levado junto deles. Em Ctesifonte, foi martirizado. Moisés de Corene atribuiu o martírio às calúnias de Meruzanes I e Baanes.